# Siggeir
Siggeir fue un caudillo vikingo, monarca de Götaland (Gothland), Suecia, según la saga Völsunga, reinó hacia el siglo V, periodo que corresponde a la era de Vendel. En Skáldskaparmál se le identifica como caudillo del clan de los Siklings y vinculado familiarmente con Sigar, otro rey gauta que mató al héroe Hagbard. Hversu Noregr byggðist especifica que Sigar era sobrino de Siggeir.  
Según la saga Völsunga, Siggeir casó con Signý, hermana de Sigmund e hija de Völsung. En el banquete, el dios Odín hace acto de presencia disfrazado de mendigo con capa, capucha y clavó la espada Balmung en el árbol Barnstokkr. Luego dijo que quien lograse sacar la espada podría quedársela. Siggeir y todos los demás lo intentaron pero solo Sigmund lo logró. Siggeir generosamente ofreció tres veces el valor de la espada, pero Sigmund se negó de forma burlona. Siggeir se sintió ofendido y regresó a su hogar pensando en la forma de vengarse de la afrenta.
Tres meses más tarde, Siggeir invitó a Sigmund, a su padre Völsung y los nueve hermanos para visitar Götalandand y a los recién casados. Cuando llegaron fueron atacados por los gautas y Völsung murió en la batalla, mientras que sus hijos fueron capturados.
Signý suplicó por la vida de sus hermanos y Siggeir aceptó, pero solo porque pensaba que los hermanos merecían seguir viviendo torturados en lugar de morir. La madre de Siggeir tomó forma de mujer lobo y durante nueve noches devoró a cada uno de los hermanos, solo Sigmund sobrevivió. Signý le explicó el secreto para matar al licántropo, envió a un criado para que le embadurnase la cara con miel y cuando la mujer lobo lamió su rostro, Sigmund le mordió la lengua y se la arrancó, matándola. Luego Sigmund escapó al bosque y Signý le suministraba todo lo que necesitaba.  
Signý dio a Siggeir dos hijos, cuando el mayor cumplió diez años le envió a Sigmund para ser entrenado y vengar a los Völsungs. El muchacho no sobrevivió a la prueba de valor y Signý pidió a Sigmund que lo matase porque no merecía vivir. Lo mismo ocurrió con el segundo hijo.
Tras la muerte de su segundo hijo, Signý cambió su aspecto con ayuda de la magia de una völva y durante tres noches se acostó con Sigmund, cometiendo incesto con su hermano y concibió un hijo Sinfjötli que cumplía todos los requisitos de su madre. Sigmund y Sinfjötli mataron finalmente a Siggeir, consumando la venganza.